# Apollo 9

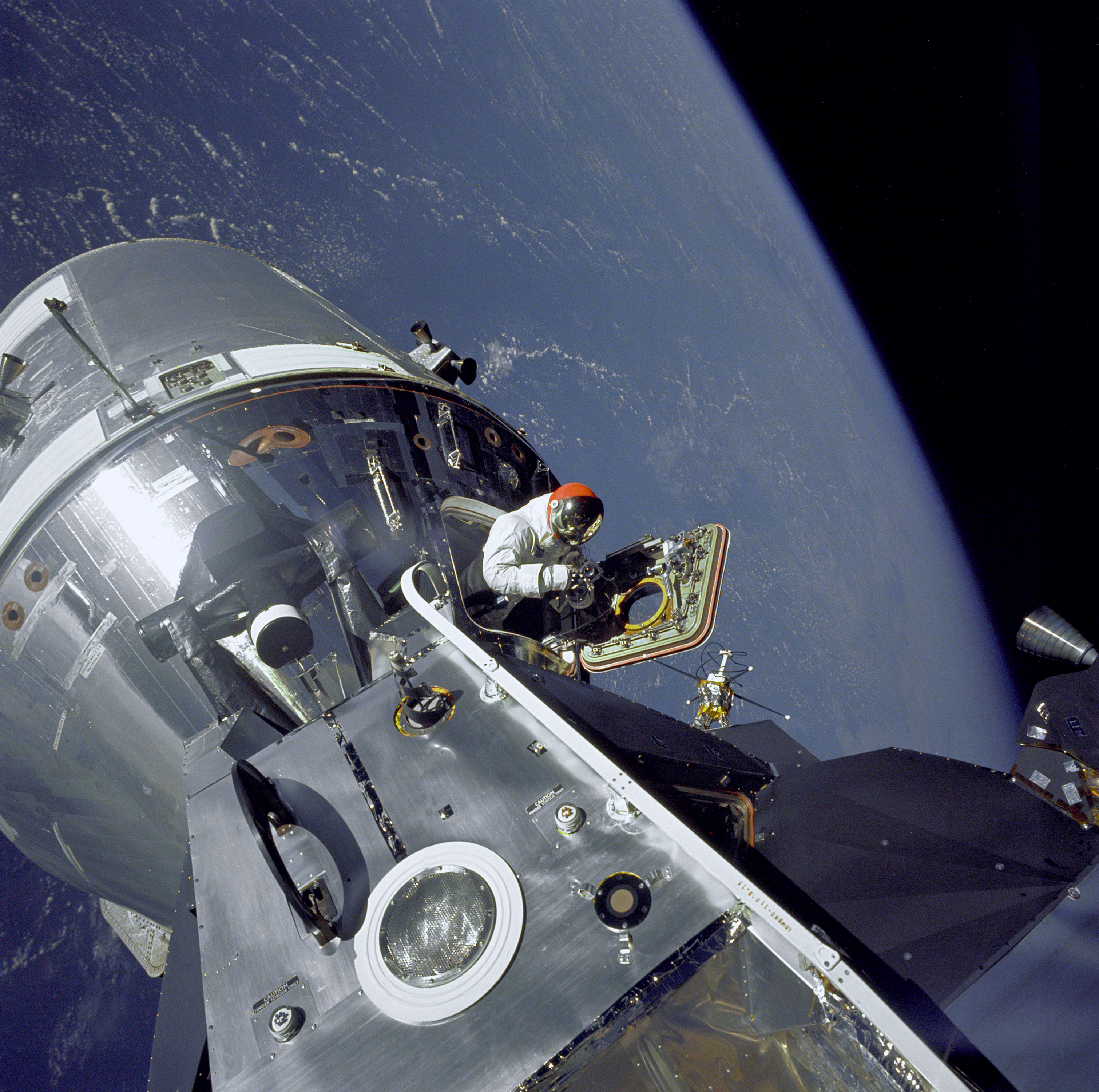
David Scott står i öppningen till kommandomodulen.

Apollo 9 var den tredje bemannade rymdfärden inom Apolloprogrammet och startade den 3 mars 1969. Man kretsade under tio dygn i en bana kring jorden där man genomförde de första bemannade testerna av en månlandare i rymden.

## Besättningarna

### Besättningen
- James A. McDivitt befälhavare
- David R. Scott pilot, kommandomodulen
- Russell L. Schweickart pilot, månlandaren

### Backupbesättning
- Charles P. Conrad
- Richard F. Gordon
- Alan L. Bean

### Reservbesättning
- Fred W. Haise
- Edgar Mitchell
- Alfred Worden
- Jack R. Lousma

## Uppdraget
Apollo 9 skulle testa hela Apollofarkosten tillsammans med månlandaren genom att docka, separera och att återdocka kommandomodulen till månlandaren. Det var den första rymdfärden i projektet där besättningsmän utförde en operation där de inte skulle ha kunnat återvända till jorden, om den misslyckats. Om McDivitt och Schweickart inte skulle klara en återdockning hade de blivit kvar i en bana runt jorden, utan möjlighet att komma tillbaka till moderfarkosten. Flera dockningar genomfördes. Den 7 mars gjordes det längsta testet, sex och en halv timme, och månlandaren var som mest 183,5 kilometer från moderfarkosten.
Under färden skulle man också för första gången testa den nya Apollorymddräkten. Till skillnad från tidigare rymddräkter hade den nya ett eget livsuppehållande system. Tidigare rymddräkter var beroende på livsuppehållande försörjning från kapseln genom slangar.

## Bildgalleri

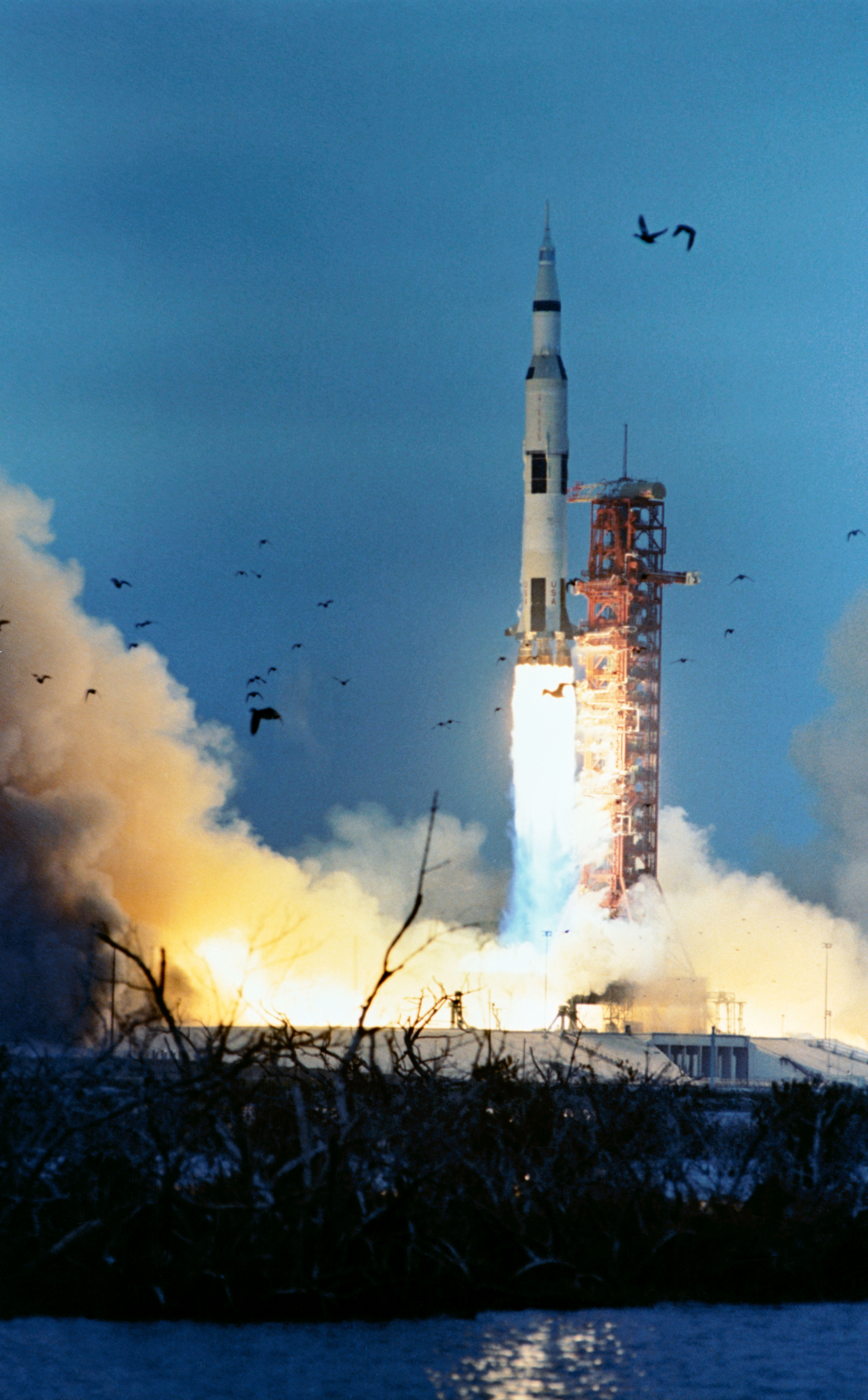
Apollo 9 vid uppskjutningen den 3 mars 1969, Kennedy Space Center.
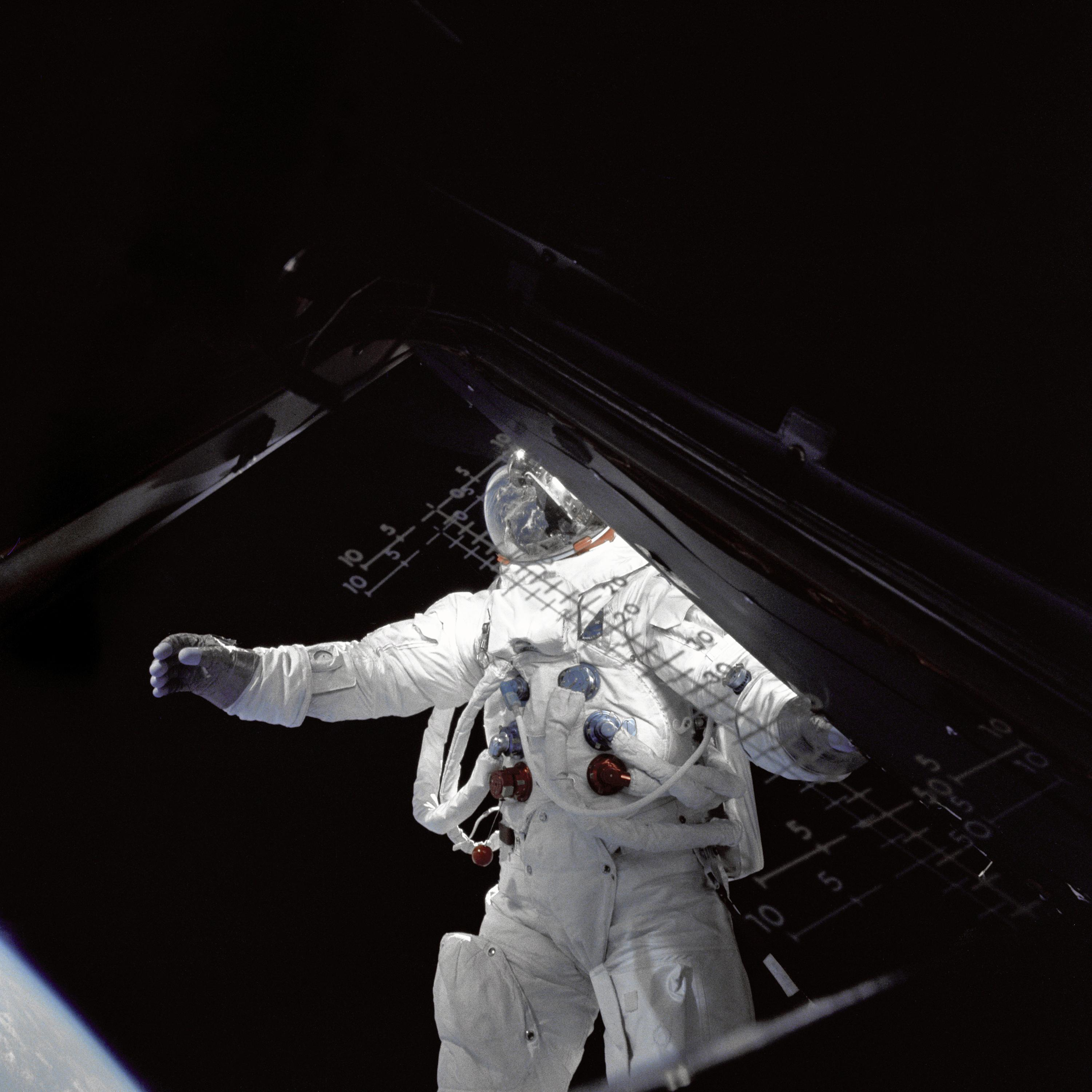
Schweickart under en rymdpromenad (EVA) den 6 maj 1969.
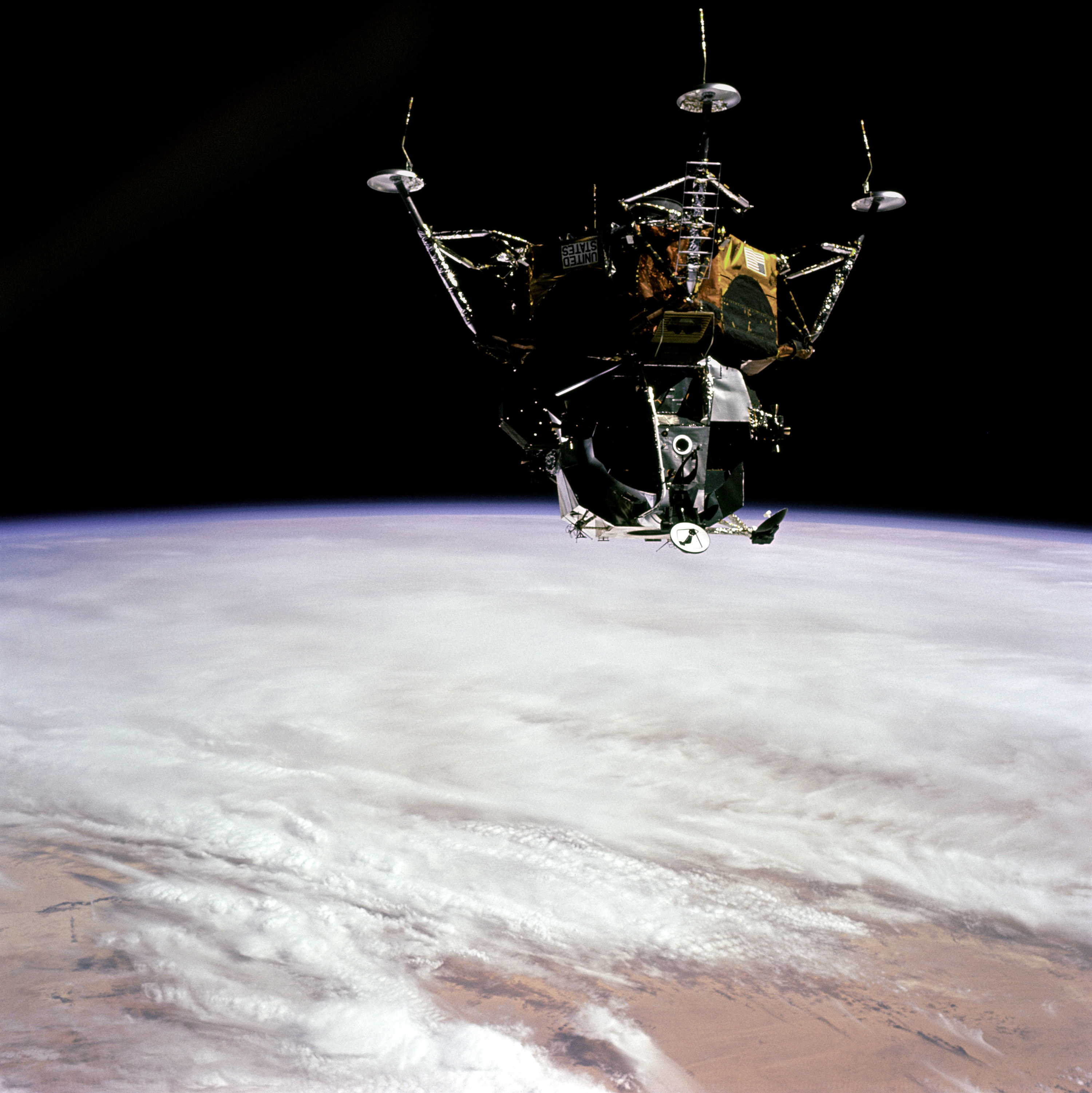
Apollo 9s månlandarmodul, "The Spider".
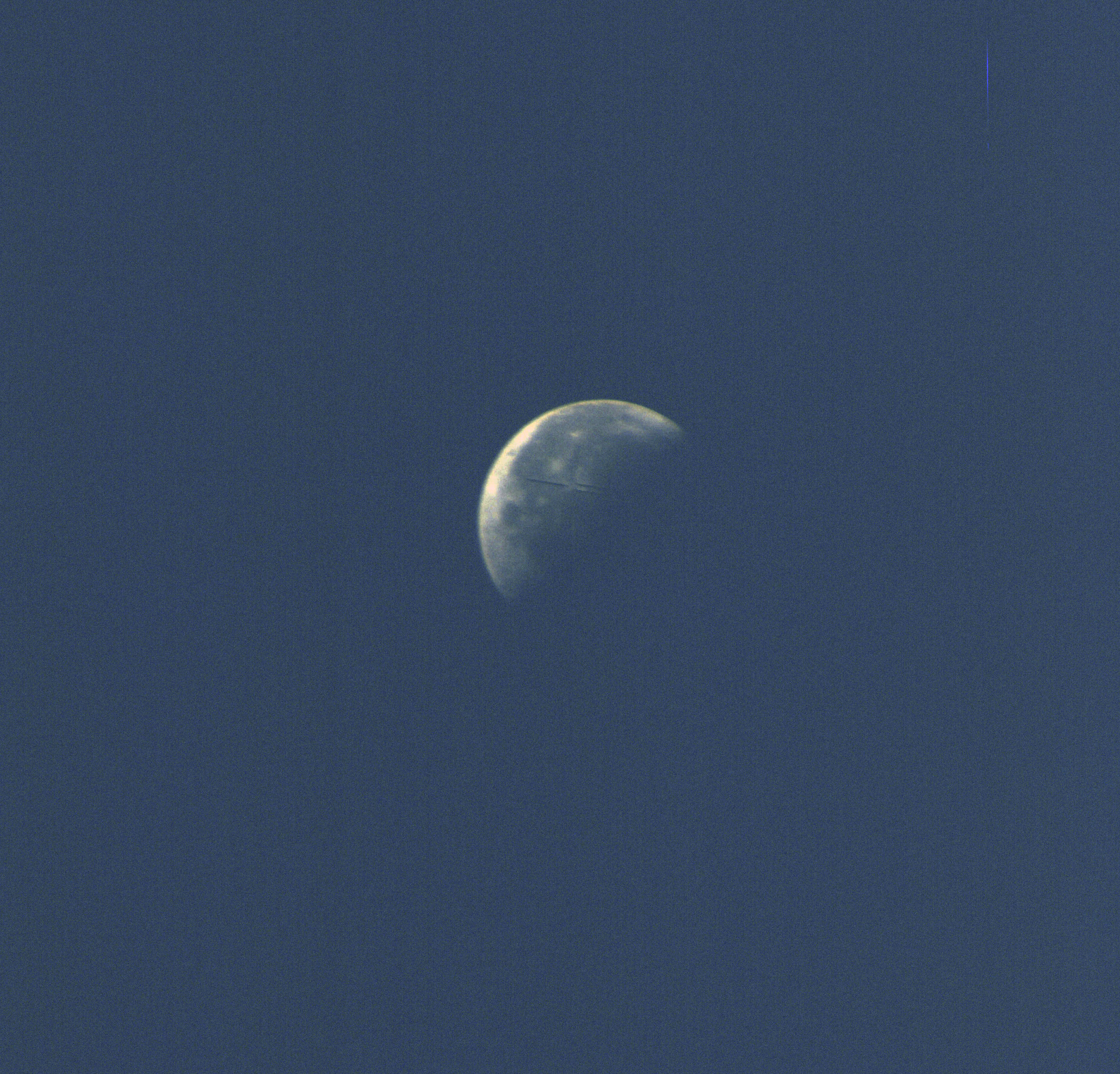
Månen fotograferad från Apollo 9 i rymden.
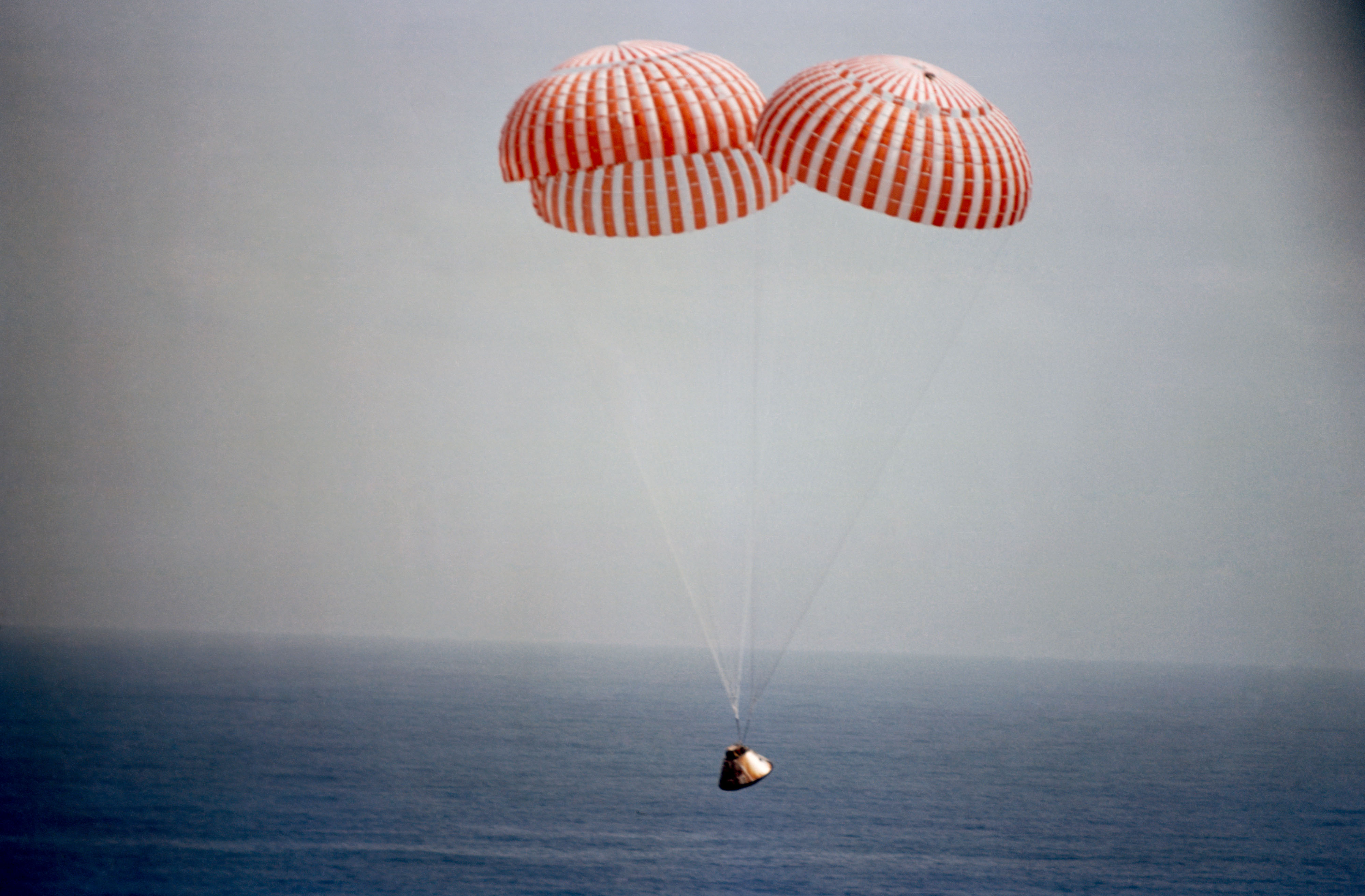
Apollo 9 vid nedslagsplatsen i Atlanten.